# Winter-Universiade 2015/Skispringen
Bei der Winter-Universiade 2015 wurden fünf Wettkämpfe im Skispringen ausgetragen.

## Bilanz

### Medaillenspiegel
| Platz  | Land       | Gold | Silber | Bronze | Gesamt |
| ------ | ---------- | ---- | ------ | ------ | ------ |
| 1      | Russland   | 3    | 2      | 2      | 7      |
| 2      | Japan      | 1    | 3      | 1      | 5      |
| 3      | Bulgarien  | 1    | –      | –      | 1      |
| 4      | Polen      | –    | –      | 1      | 1      |
| 5      | Tschechien | –    | –      | 1      | 1      |
| Gesamt | Gesamt     | 5    | 5      | 5      | 15     |

### Medaillengewinner

#### Männer
| Disziplin          | Gold                                                           | Silber                                                 | Bronze                                            |
| ------------------ | -------------------------------------------------------------- | ------------------------------------------------------ | ------------------------------------------------- |
| Normalschanze      | Wladimir Sografski                                             | Ilmir Chasetdinow                                      | Jewgeni Klimow                                    |
| Team Normalschanze | RusslandJewgeni Klimow Michail Maximotschkin Ilmir Chasetdinow | JapanKanta Takanashi Minato Mabuchi Junshirō Kobayashi | PolenAndrzej Zapotoczny Stanisław Biela Jakub Kot |

#### Frauen
| Disziplin          | Gold                                       | Silber                          | Bronze                                 |
| ------------------ | ------------------------------------------ | ------------------------------- | -------------------------------------- |
| Normalschanze      | Irina Awwakumowa                           | Yuka Kobayashi                  | Anastassija Gladyschewa                |
| Team Normalschanze | Anastassija Gladyschewa / Irina Awwakumowa | Aki Matsuhashi / Yuka Kobayashi | Vladěna Pustková / Michaela Doleželová |

#### Mixed
| Disziplin          | Gold                                | Silber                                          | Bronze                          |
| ------------------ | ----------------------------------- | ----------------------------------------------- | ------------------------------- |
| Team Normalschanze | Yuka Kobayashi / Junshirō Kobayashi | Anastassija Gladyschewa / Michail Maximotschkin | Aki Matsuhashi / Kanta Takanshi |